# GNR (groupe portugais)
Pour les articles homonymes, voir GNR.
GNR, ou Grupo Novo Rock, est un groupe de pop rock portugais, originaire de Vila Nova de Gaia, à Porto. Il est issu de la vague new wave et fondé en 1980. Ce groupe est l'emblème musical de Porto.
Le groupe, formé au début de l'année 1980, était composé de Toli César Machado (batterie), Alexandre Soares (guitare) et Vítor Rua (guitare). Peu de temps après, le bassiste Mano Zé, qui avait auparavant joué pour Rui Veloso, intègre le groupe. Au début des années 1980, GNR est le groupe qui correspond le mieux à l'appellation « rock portugais ».  Si Toli César Machado (batterie), Jorge Romão (basse) et Rui Reininho (chant) forment actuellement le groupe, sa composition a néanmoins évolué tout au long de sa carrière.

## Biographie

### Origines et débuts (1980–1981)
Adolescent, Alexandre Soares commence à jouer de la guitare classique et, dès l'âge de 18 ans, à la guitare électrique. Plus tard, il joue au sein d'un groupe appelé Taxi. En 1980, il cherche d'autres musiciens pour former un groupe. Vítor Rua, qui travaillait avec son groupe musicale de l'époque (King Fisher's Band), est approché par Alexandre Soares à la fin d'un concert, et entament une conversation durant laquelle ils se découvrent des choses en commun : la volonté de créer un groupe et d'essayer de nouvelles idées musicales. Vítor confirme que : « le soir même, on a discuté dans mon garage (qui sera le lieu de répétition de GNR) pour jouer ensemble. » Ils décident de recruter un batteur, et font appel à Tóli César Machado, après ses débuts au Colégio Alemão, à Porto, lorsqu'il avait 18 ans. Ainsi, GNR est formé en 1980, à Porto, autour d'Alexandre Soares, Vítor Rua, et Tóli César Machado, qui restera le seul membre original restant.
Désormais officiellement formé par les trois musiciens, le groupe se doit d'être nommé ; les membres suggèrent alors le nom de Trompas de Falópio, puis tombent sur l'abréviation GNR, par consentement général. Le nom n'est pas choisi au hasard, selon Tóli : « Il y avait cette association avec la police, GNR était nouveau et ça tombait sous le sens. » Ils avaient aussi suggérés le nom de Pastorinhos de Fátima, mais ce nom est abandonné car elle a une connotation trop religieuse. Ils commencent à répéter dans un petit garage à Rua Airosa, situé à Francos (Porto), et invitent Isabel Quina au chant. Puis vint le bassiste Mano Zé, qui avait déjà joué avec Rui Veloso. Le premier concert s'effectue en 1981 dans l'église de Carvalhido, à Porto, et marque officiellement les débuts de GNR. Les morceaux sont tous chantés en anglais. Plus tard, ils adaptent le morceau She Is Walking en portugais, à la suggestion de Valentim de Carvalho, avec qui ils signent leur premier contrat et qui leur propose de chanter dans leur langue natale. Depuis le début de leur carrière, le style musical du groupe est marqué par plusieurs styles, avec des influences sur le post-punk, de la pop avant-gardiste, du rock de masse et de la new wave.

### Innovation et changements (1981–1985)
En mars 1981, ils sortent le single Portugal na CEE, accompagné de Espelho meu en face B, qui connait un grand succès, avec des ventes qui dépassent les 15 000 exemplaires. Mano Zé quitte le groupe et est remplacé par Miguel Megre. Ils sortent un deuxième single, Sê um GNR, en octobre, qui atteint également un bon niveau de ventes, avec 20 000 exemplaires ; cependant, mais un passage issu de la chanson est considérée comme une provocation envers la Guarda Nacional Republicana (police nationale portugaise). Miguel Megre est co-auteur de la face B Instrumental Nº 1.
En septembre 1981, Rui Reininho interviewe les membres du groupe pour un journal à Porto, avec lequel il travaillait, et est invité à rejoindre la formation en tant que chanteur, laissant Alexandre Soares se mettre à la guitare, comme il le souhaitait. Le nouveau chanteur donne lieu à un changement dans le contenu lyrique, élevant le groupe à un nouveau niveau. Reininho commence à travailler sur les thèmes de leur premier album studio, et enregistre quelques éléments sur cassettes pour composer plus tard les paroles. Les paroles traitent de l'humour, du sarcasme et de l'extravagance, caractéristiques deviendra une marque du groupe. La presse confirme le titre de l'album, Independência, ou In-de-pé-dança, qui est publié en 1982, mais le public l'accueille avec un certain désintérêt et malgré les ventes décevantes, l'album est acclamé par la critique. Le single Hardcore (1º Escalão), extrait de l'album, est clippé. Alexandre Soares quitte le groupe après leur représentation au Ritz Club. Les divergences internes persistent, entraînant également le départ de Miguel Megre. Peu de temps après, en août 1982, GNR participe à la deuxième édition du Festival de Vilar de Mouros, puis Vítor Rua décide de quitter le groupe.
En octobre 1984, ils sortent leur deuxième album studio, Defeitos especiais, qui mène à une tournée en Espagne et en France. L'enregistrement a duré plusieurs mois et généré l'opinion suivante parmi les membres : « Cet album est celui dans lequel la relation entre les poèmes et les chansons est la plus forte. » La chanson I Don´t Feel Funky (Anymore) est publiée comme maxi-single, et chantée en portugais, anglais et italien ; le groupe le décrit comme « un spaguetti de la production nationale. » Les ventes n'atteignent pas les chiffres escomptés, malgré l'acclamation de la critique. Cependant, leur label apprécie le résultat et continue de s'associer avec le groupe. L'album est enregistré dans le sous-sol de la maison d'Alexandre Soares, qui deviendra le nouveau lieu de répétition du groupe. Cette année-là, GNR est considéré comme le meilleur groupe live à l'émission Som da Frente d' António Sérgio sur Rádio Comercial.
Leur troisième album, Os homens não se querem bonitos, est publié en juillet 1985, et obtient du succès grâce aux singles Dunas et Sete naves. Le nouvel album popularise encore plus le groupe en Espagne, où il fait la promotion de Dunas à Madrid. Des années plus tard, Tóli conclura que : « Os homens não se querem bonitos, c'est ce que j'appelle un patchwork, une confusion... Alexander a imposé beaucoup de choses qui n'ont pas de sens... quelque chose qui ne devrait pas être là, ce qui est exagéré. »

### Affirmation et succès consolidé (1986–1989)
En septembre 1986, ils sortent leur quatrième album studio, Psicopátria, qui est certifié disque d'argent, grâce à des singles tels que Efectivamente, Pós modernos et Bellevue. La couverture de l'album est un dessin de Fatima Rolo Duarte, basé sur une vieille photo de Ribeira Porto, de Beatriz Ferreira, qui montre une fille plongeant dans le fleuve Douro. Le concert de présentation s'effectue le 4 décembre à la discothèque Voxmania (plus tard Cinema King), suivie par de plus grandes salles, comme le Coliseu dos Recreios,.
En janvier 1988, ils publient le maxi-single Vídeo Maria, qui causera une certaine polémique sociale en raison de son thème. Les autres compositions qui font partie de l'album sont Homens temporariamente sós et USA. Au début de 1989, ils sortent leur cinquième album studio Valsa dos detectives, sous la direction du producteur français Rémy Walter, qui confirme la popularité du groupe avec les succès Impressões digitais et Morte ao sol. L'album est certifié disque d'argent. À la fin du mois d'avril, GNR se rend au Brésil pour travailler à São Paulo et à Rio de Janeiro. La couverture de l'album est réalisée par le peintre Carlos Carreiro.

### Années 1990 et 2000
Entre le 30 avril et le 1er mai 1990, le groupe joue au Coliseu de Lisboa où il enregistre son premier album live, In Vivo. Il est certifié disque de platine.
En 1992, ils publient l'album Rock in Rio Douro. Il comprend un duo avec Javier Andreu et Isabel Silvestre sur les morceaux Sangue oculto et Pronúncia do norte, respectivement respectivement, qui contribuent au succès de l'album et les font jouer à l'Estádio José Alvalade. Il se vend à 94 000 exemplaires, reste 38 semaines dans les classements portugais, et est certifié quadruple disque de platine.
En 2000 sort l'album Popless qui comprend le morceau très médiatisé Asas (eléctricas), qui deviendra la bande son du téléfilm Amo-te Teresa. Il comprend les singles Bem vindo ao passado et Digital gaia. En 2003, le groupe enregistre la version acoustique du single Canadádá, de l'album Do lado dos cisnes avec Paulinho Moska. En 2007 sort la réédition double-album de Independança (1982) à l'occasion des 25 ans du groupe.

### Années 2010
Le groupe publie l'album Retropolitana en juin 2010. Il comprend le single Reis do Roque.
En 2011, ils célèbrent leur trente ans d'activité. À cette occasion : Defeitos especiais (1984) est réédité pour la première fois en format CD. Sort aussi BD Pop Rock Português - GNR, un livre+CD édité par EMI et Tugaland, qui parle des meilleurs groupes de pop rock portugais. Ils sortent à l'occasion de leurs trente ans, le disque Voos domésticos. GNR - Colecção 1981-2011, une compilation, est distribuée par EMI.
En 2012 sort une nouvelle compilation intitulée Concentrado - O melhor dos GNR. Le 10 novembre 2014, le groupe publie un nouveau single, Cadeira eléctrica, sur Rádio Comercial. Le 6 mars 2015, ils divulguent un nouvel album, Caixa negra.
Au début de 2017 sort le CD/DVD Os primeiros 35 anos - Ao vivo.

## Membres
- Toli - batterie, claviers
- Jorge Romão - basse
- Rui Reininho - voix

## Discographie
- 1982 : Independança
- 1984 : Defeitos especiais
- 1985 : Os Homens não se querem bonitos
- 1986 : Psicopátria
- 1989 : Valsa dos detectives
- 1990 : In Vivo
- 1992 : Rock In Rio douro
- 1994 : Sob escuta
- 1996 : Best of
- 1998 : Mosquito
- 2000 : Popless
- 2002 : Do Lado dos cisnes
- 2006 : Continuação
- 2010 : Retropolitana